# Saison 1991-1992 de snooker
Navigation
1990-1991 1992-1993
La saison 1991-1992 de snooker est la 24e saison de snooker. Elle regroupe 30 tournois organisés par la WPBSA entre le 17 juillet 1991 et juin 1992.

## Nouveautés
- Retour au calendrier du Pot Black après cinq années d'absence ainsi que du Masters de Thaïlande et du championnat d'Irlande.
- Quatre tournois sont organisés en Belgique : le Challenge d'Europe à Waregem, le Masters et le Challenge de Belgique à Anvers et l'Open d'Europe à Tongres.
- Création du challenge d'Inde, de la coupe du roi et de l'Open Strachan.
- Le Grand Prix Norwich Union, le Snooker Shoot-Out, le Grand Masters d'Europe, les Masters mondiaux, la coupe de Kent, le Masters de Londres et la Masters ligue d'Europe ne sont pas reconduits.
- Le championnat du pays de Galles est remplacé par l'Open du pays de Galles et compte désormais pour le classement mondial.

## Calendrier
| C = Tournoi classé (professionnel)              |
| NC = Tournoi non classé (professionnel)         |
| TS = Tournoi seniors (professionnel)            |
| P/A = Tournoi pro-am (professionnel et amateur) |

| Dates (mois-jour) | Dates (mois-jour) | Tournoi                            | Lieu           | Site                                    | Cat. | Vainqueur          | Finaliste                | Score | Références |
| 07-17             | 07-18             | Challenge d'Europe                 | Waregem        | Happy European Sports & Business Centre | NC   | Jimmy White        | Steve Davis              | 4–1   | [ 1 ]      |
| 08–??             | 08–??             | Pot Black                          | Birmingham     | Studios Pebble Mill                     | NC   | Steve Davis        | Stephen Hendry           | 2–1   | [ 2 ]      |
| 08–??             | 08–??             | Masters de Thaïlande               | Bangkok        |                                         | NC   | Steve Davis        | Stephen Hendry           | 6–3   | [ 3 ]      |
| 08–28             | 08–31             | Challenge de Hong Kong             | Hong Kong      | Hilton Hotel                            | NC   | Stephen Hendry     | James Wattana            | 9–1   | [ 1 ]      |
| 09–04             | 09–07             | Challenge d'Inde                   | Delhi          | Taj Mahal Hotel                         | NC   | Stephen Hendry     | John Parrott             | 9–5   | [ 1 ]      |
| 09–11             | 09–15             | Masters d'Écosse                   | Motherwell     | Civic Centre                            | NC   | Mike Hallett       | Steve Davis              | 10–6  | [ 4 ]      |
| 09–18             | 09–22             | Championnat du monde seniors       | Stoke-on-Trent | Trentham Gardens                        | TS   | Cliff Wilson       | Eddie Charlton           | 5–4   | [ 5 ]      |
| 09–??             | 09–??             | Masters de Belgique                | Anvers         |                                         | NC   | Mike Hallett       | Neal Foulds              | 9–7   | [ 1 ]      |
| 09-28             | 10-05             | Tournoi Pontins pro-am (automne)   | Prestatyn      | Pontins                                 | P/A  | Drew Henry         | John Read (en)           | 5-2   |            |
| 10–05             | 10–11             | Classique de Dubai                 | Dubai          | Al Nasr Stadium                         | C    | John Parrott       | Tony Knowles             | 9–3   | [ 6 ]      |
| 10–14             | 10–27             | Grand Prix                         | Reading        | The Hexagon                             | C    | Stephen Hendry     | Steve Davis              | 10–6  | [ 7 ]      |
| 12–01             | 12–06             | Championnat Benson & Hedges        | Glasgow        | Masters Club                            | NC   | Ken Doherty        | Darren Morgan            | 9–3   | [ 8 ]      |
| 11–15             | 12–01             | Championnat du Royaume-Uni         | Preston        | Preston Guild Hall                      | C    | John Parrott       | Jimmy White              | 16–13 | [ 9 ]      |
| 12–05             | 12–14             | Championnat du monde de match-play | Doncaster      | The Dome                                | NC   | Gary Wilkinson     | Steve Davis              | 18–11 | [ 10 ]     |
| 12–18             | 12–21             | Challenge de Belgique              | Anvers         | Matchroom Schijnpoort                   | NC   | Steve Davis        | Stephen Hendry           | 10–9  | [ 1 ]      |
| 12–??             | 12–??             | Coupe du roi                       | Bangkok        | Channel 9 Auditorium                    | NC   | Joe Swail          | James Wattana            | 8–4   | [ 11 ]     |
| 01–01             | 01–11             | Classique de snooker               | Bournemouth    | Bournemouth International Centre        | C    | Steve Davis        | Stephen Hendry           | 9–8   | [ 12 ]     |
| 01–14             | 01–19             | Open d'Asie                        | Bangkok        | The Imperial Hotel                      | C    | Steve Davis        | Alan McManus             | 9–3   | [ 13 ]     |
| 01-24             | 01-26             | Open d'Autriche                    | Wels           | BRP Hall                                | P/A  | Wolfgang Schramm   | Christian Innerhuber     | 3-1   |            |
| 02–02             | 02–09             | Masters                            | Londres        | Wembley Conference Centre               | NC   | Stephen Hendry     | John Parrott             | 9–4   | ,          |
| 02–10             | 02–16             | Open du pays de Galles             | Newport        | Newport Centre                          | C    | Stephen Hendry     | Darren Morgan            | 9–3   | ,          |
| 02–17             | 02–29             | Open de Grande-Bretagne            | Derby          | Assembly Rooms                          | C    | Jimmy White        | James Wattana            | 10–7  | ,          |
| 03–02             | 03–07             | Open Strachan                      | Bristol        | Thornbury Leisure Centre                | C    | James Wattana      | John Parrott             | 9–5   | [ 20 ]     |
| 03–10             | 03–14             | Open d'Europe                      | Tongres        | Tongeren Snooker Centre                 | C    | Jimmy White        | Mark Johnston-Allen (en) | 9–3   | ,          |
| 03–31             | 04–05             | Masters d'Irlande                  | Kill           | Goff's                                  | NC   | Stephen Hendry     | Ken Doherty              | 9–6   | [ 23 ]     |
| 04–18             | 05–04             | Championnat du monde               | Sheffield      | Crucible Theatre                        | C    | Stephen Hendry     | Jimmy White              | 18–14 | [ 24 ]     |
| 01–??             | 05–??             | Ligue Matchroom                    | Bournemouth    |                                         | NC   | Stephen Hendry     | Steve Davis              | 9–2   | [ 25 ]     |
| 05–09             | 05–16             | Tournoi Pontins professionnel      | Prestatyn      | Pontins                                 | NC   | Steve James        | Neal Foulds              | 9–8   | [ 26 ]     |
| 05–18             | 05–21             | Championnat d'Irlande              | Cork           | Jury's Hotel                            | NC   | Joe Swail          | Jason Prince (en)        | 9–1   | [ 27 ]     |
| 06-??             | 06-??             | Tournoi Pontins pro-am (printemps) | Prestatyn      | Pontins                                 | P/A  | Declan Hughes (en) | Steve James              | 7-2   |            |

## Classement mondialen début et fin de saison

### Classement après lechampionnat du monde 1991
| Rang | Évol.         | Joueur          |
| 1    | 2             | Stephen Hendry  |
| 2    | 1             | Steve Davis     |
| 3    | 1             | John Parrott    |
| 4    | en stagnation | Jimmy White     |
| 5    | 5             | Doug Mountjoy   |
| 6    | 1             | Terry Griffiths |
| 7    | 1             | Mike Hallett    |
| 8    | 7             | Dean Reynolds   |
| 9    | 7             | Steve James     |
| 10   | 2             | Dennis Taylor   |
| 11   | 2             | Willie Thorne   |
| 12   | 5             | Martin Clark    |
| 13   | 7             | Neal Foulds     |
| 14   | 1             | John Virgo      |
| 15   | 1             | Tony Meo        |
| 16   | 17            | Alain Robidoux  |

### Classement après lechampionnat du monde 1992
| Rang | Évol.         | Joueur          |
| 1    | en stagnation | Stephen Hendry  |
| 2    | en stagnation | Steve Davis     |
| 3    | 1             | Jimmy White     |
| 4    | 1             | John Parrott    |
| 5    | 14            | Gary Wilkinson  |
| 6    | 7             | Neal Foulds     |
| 7    | 12            | Steve James     |
| 8    | 1             | Mike Hallett    |
| 9    | 1             | Dennis Taylor   |
| 10   | 5             | Doug Mountjoy   |
| 11   | 5             | Terry Griffiths |
| 12   | 4             | Dean Reynolds   |
| 13   | 3             | Alain Robidoux  |
| 14   | 2             | Martin Clark    |
| 15   | 19            | Tony Jones      |
| 16   | 5             | Tony Knowles    |